# Winnett
Winnett é uma cidade  localizada no estado americano de Montana, no Condado de Petroleum.

## Demografia
Segundo o censo americano de 2000, a sua população era de 185 habitantes.
Em 2006, foi estimada uma população de 178, um decréscimo de 7 (-3.8%).

## Geografia
De acordo com o United States Census Bureau tem uma área de
2,5 km², dos quais 2,5 km² cobertos por terra e 0,0 km² cobertos por água.

## Localidades na vizinhança
O diagrama seguinte representa as localidades num raio de 64 km ao redor de Winnett.